# Індекс інклюзії
Індекс інклюзії — це добірка практичних матеріалів, спрямованих на планування дій зі створення та розвитку в навчальних закладах інклюзивного навчального середовища для всіх учасників навчального процесу.

## Інклюзія як інновація в менеджменті персоналу
При визначенні сутності інклюзії, важливо звернути увагу на чотири елементи, які ілюструють її характерні особливості.
1. Інклюзія — це процес. Важливо зазначити, що інклюзія має розглядатись як постійний пошук ефективніших шляхів задоволення індивідуальних потреб усіх осіб з обмеженнями. У цьому випадку відмінності розглядаються як позитивне явище, яке стимулює.
2. Інклюзія пов'язана з визначенням перешкод та їх подоланням. Відповідно, вона включає проведення комплексної оцінки, збір інформації з різноманітних джерел для розробки індивідуального плану розвитку та реалізації його на практиці.
3. Інклюзія передбачає присутність, участь та досягнення. «Присутність» в цьому контексті розглядається як надання можливості навчатися, працювати та пристосування, необхідні для цього; «участь» розглядається як позитивний досвід, який набуває особа у процесі, та врахування ставлення особи до самої себе в цьому процесі; «досягнення» розглядається як комплексний результат, а не лише результатів.
4. Інклюзія передбачає певний наголос на ті групи осіб, які підлягають «ризику» виключення або обмеження. Це визначає моральну відповідальність перед такими «групами ризику» та гарантування їм можливості участі в різних процесах.

ELC пропонує наступні запитання, відповідаючи на які ви зможете глибше зрозуміти, яке послання доносите до організації та чи насправді культурна різноплановість управлінської команди є для вас пріоритетом.
- Який тип повідомлення щодо важливості багатоманітності надається з різних рівнів організації (починаючи з її генерального директора)?
- Чи, говорячи про багатоманітність, керівники виходять за межі простих закликів та обґрунтовують, як культурне урізноманітнення управлінського складу допомагає створювати нові ідеї й стратегії, а також ефективно конкурувати на глобальних ринках?
- Чи володіють лідери компанії, крім основних бізнес-навичок, також знанням особливостей певних культур та мають достатню сприйнятливість для розпізнання нових ринкових трендів? Про що свідчить склад топ-команди.

В Україні проблематика інклюзивної середовища спричинена не лише недосконалістю законодавства чи недостатньою забезпеченістю ресурсом різних закладів, а недостатньою увагою до неї суспільства.
Ця проблема досліджується на кафедрі інновацій та інформаційної діяльності в освіті НПУ імені М. П. Драгоманова[джерело?].